# Глушник (Болгарія)
Глу́шник (болг. Глушник) — село в Сливенській області Болгарії. Входить до складу общини Сливен.

## Населення
За даними перепису населення 2011 року у селі проживали 384 особи.
Національний склад населення села:
| Національність   | Кількість осіб | Відсоток |
| ---------------- | -------------- | -------- |
| болгари          | 270            | 70,7 %   |
| цигани           | 110            | 28,8 %   |
| Всього відповіли | 382            |          |

Розподіл населення за віком у 2011 році:
Динаміка населення: